# Sphenorhina confusa
Sphenorhina confusa är en insektsart som beskrevs av Nast 1949. Sphenorhina confusa ingår i släktet Sphenorhina och familjen spottstritar. Inga underarter finns listade i Catalogue of Life.